# 中国驻柬埔寨大使馆驻西哈努克领事办公室
中华人民共和国驻柬埔寨王国大使馆驻西哈努克领事办公室，简称中国驻柬埔寨大使馆驻西哈努克领事办公室，是中华人民共和国派驻柬埔寨西哈努克省西哈努克市的最高级别外交机构，位于西哈努克市3分区洪森大道28号（No. 28, Street 28 Mithona, Sangkat 3, Sihanoukville Municipality）。领区包括西哈努克省、国公省、贡布省和白马省。

## 历史沿革
2020年6月，中柬达成协议，中国在西哈努克市设置领事办公室。2021年6月8日，中国驻柬埔寨大使馆驻西哈努克领事办公室正式开馆。

## 历任领事办公室主任
- 江伟（2021年－2022年）[4]
- 王志全（2022年－2025年）[5]
- 柯学（2025年－）[6]